# 嚴志迪
嚴志迪（1493年—？），字子善，湖廣德安府孝感縣人，軍籍，明朝政治人物。

## 生平
湖廣鄉試第四名舉人。正德十六年，登進士第三甲第三十八名。授南京大理寺評事。

## 家族
曾祖父嚴敏，曾任縣丞，贈右評事；祖父嚴禎，曾任知府，進階大中大夫；父親嚴脩。前母湯氏、焦氏；母陳氏。重庆下。弟志逵、志遜。